# 磁療
磁療（magnetotherapy），即所謂的磁場治療，是指涉及磁場，磁力等概念的替代医学，認為磁力對人體有正面效果，可利用磁力刺激人體特定穴位而达到身心保養或疾病治療的效果。在缺乏科學證據下，市面上所售磁石貼、磁力環、磁力項鍊並非醫療器材。

## 歷史
在前2世紀的《神農本草經》有記載“磁石味艱，至周痹風濕，肢節腫痛不可持物”食用天然磁石以治療疾病。古羅馬時期的醫生對磁石醫療功效的看法不一，有人認為磁石功效和血石一樣，也有人認為它會造成致命性的憂鬱。十六世紀的舊瑞士聯邦，一名叫做帕拉塞爾蘇斯(Paracelsus)的醫師認為，磁鐵象徵自然界物體的隱微力量，就像磁鐵靠近鐵片時，會磁化鐵片讓它帶有磁性，草藥也能「磁化」傷口並治癒它 。西元1600年左右，部分醫師覺得磁鐵能將鐵製箭頭自人體中吸出，《磁石論》的作者則反對，他認為磁鐵只有完整一塊時才有磁力，被磨成粉、打碎或和石膏混合以後就不再具有吸出鐵箭頭的能力；此時磁鐵對醫療的貢獻反而在於能使傷口乾燥，並固定鐵箭頭。十八世紀，德國醫師法蘭茲·安東·梅斯梅爾(Franz Mesmer)提出動物磁性說(Animal magnetism)。主張「生命力」會在體內數千條渠道內流動，而流動是否通暢決定了人的健康狀況，流動受阻就會生病。而如果人體無法自行疏通渠道，便需要透過接觸「動物磁場」來刺激身體恢復健康。十九世紀末，丹尼爾·戴維·帕默（Daniel David Palmer）將磁力作為治療脊椎的方法之一。他讓病人躺在沙發上，兩手分別放在身體上方及下方，使磁力在身體裡流動並改善健康狀況。

到了現代，磁療已經演化成一個產業。現在聲稱具有治療人體功效的磁力裝置包括磁力手鐲、鞋墊、腕帶和膝蓋帶、背部和頸部支撐，甚至枕頭和床墊。這些商品在市場上的影響不容小覷，在美國的年銷售額估計為3億美元，全球銷售額超過10億美元。 它們在各式廣告中被宣傳為可以治癒疾病並且改善頭痛。
2006年，台灣吳清忠出版《人體使用手冊》，稱“將強力磁鐵長期貼於人體特定穴位，可達到與按摩穴位‘瀉法’的功效”。

## 療效
市面上氾濫的磁療產品聲稱擁有療效，例如：促進骨折癒合、調節神經系統功能、促進血液循環、消除身體疲勞、 緩解身體上的疼痛、提高免疫力等等。然而磁疗产品的理论依据不见于任何一本医学院教科书中，磁疗产品並非是医学研究的成果，其原理也不受科学理论支持。其聲稱擁有的療效極有可能為安慰劑效應，因此有人認為磁疗只是骗钱的东西。科普作家方舟子认为磁疗只是一种概念炒作，实际是一种伪科学。美国食品药品管理局没有批准任何磁疗产品用于医疗，同时也禁止厂家宣传磁疗产品具有医疗、保健作用。

## 原理
磁鐵以磁場形式產生能量。存在兩種主要類型的磁體，一為「電磁體」: 施加電流時會產生磁場。其已於2013年經美國食品藥品監督管理局認可，可使用於經顱磁刺激（TMS）之中，利用刺激大腦中的神經細胞來治療偏頭痛，及其他疼痛狀況，其影響皆是由於電場而非磁場。二為「靜態或永久磁鐵」: 通過材料自身內部的電子自旋產生磁場，常用於鞋墊、頭帶、手鐲等產品。出於健康目的向消費者出售的大多數磁體都是各種強度的靜態磁體，其尚未證實能治療任何形式的疼痛。
而且磁療設備周圍的磁場隨距離增加，其磁強度下降太快，儘管攜帶氧氣的血液蛋白血紅蛋白具有弱的抗磁性（當被氧化時）或順磁性（當被除氧時），仍無法明顯影響血紅蛋白或其他血液成分如肌肉組織、骨骼、血管或器官等。

## 注意事項
1. 磁鐵可能會干涉醫療設備，例如心臟起搏器或胰島素幫浦；
2. 兒童可能會吞嚥或意外吸入致命的小磁鐵；
3. 不要因使用無須處方即可購買的靜電磁鐵或電磁鐵，而延遲了應該向醫護人員諮詢的時間。